# Kağan Söylemezgiller
Kağan Söylemezgiller (Stoccarda, 4 marzo 1988) è un calciatore turco, nato in Germania, centrocampista o difensore dell'Ermis Metanastis Stoccarda.

## Caratteristiche tecniche
Mediano, può giocare sia come interno di centrocampo sia come terzino destro.